# Shaun Dingwall
Shaun Dingwall (ur. 24 marca 1970 w Londynie) – brytyjski aktor filmowy, telewizyjny i teatralny.
Jest absolwentem Central School of Speech and Drama. W 1998 roku pojawił się w teledysku piosenki "I Started a Joke" zespołu Faith No More. W 2009 i 2010 był członkiem międzynarodowego jury podczas Red Rock Film Festval, organizowanego w Stanach Zjednoczonych.

## Filmografia
Źródło:

### Seriale
| Rok        | Nazwa serialu                         | Rola                       | Uwagi                               |
| ---------- | ------------------------------------- | -------------------------- | ----------------------------------- |
| 1993       | Between the Lines                     | P.C. Curles                | odc. "Jumping the Lights"           |
| 1993; 1994 | The Bill                              | różne role                 | 2 odcinki                           |
| 1993; 1995 | Screen Two                            | Schuster / Sergeant Hubsch | 2 odcinki                           |
| 1994       | Minder                                | Wayne                      | odc. "A Fridge Too Far"             |
| 1994       | The Chief                             | PC Byrne                   | 1 odcinek                           |
| 1994       | Class Act                             | D.S. Lynch                 | 1 odcinek                           |
| 1994       | Stages                                | mężczyzna                  | odc. "Low Level Panic"              |
| 1994       | Screen One                            | Lance-Corporal             | odc. "A Breed of Heroes"            |
| 1995-1996  | Soldier Soldier                       | Steve Evans                | 22 odcinki                          |
| 1997       | The Phoenix and the Carpet            | włamywacz                  | miniserial                          |
| 1997-1999  | Touching Evil                         | Mark Rivers                | 16 odcinków                         |
| 2001       | In a Land of Plenty                   | James Freeman              | 9 odcinków                          |
| 2003       | Messiah                               | Daniel Jameson             | 2 odcinki                           |
| 2003       | Charles II: The Power and The Passion | Hrabia Danby               | 2 odcinki; miniserial               |
| 2004       | Family Business                       | Andy Sullivan              | 1 odcinek                           |
| 2004       | The Long Firm                         | Lenny                      | odc. "Lenny's Story"; miniserial    |
| 2005-2006  | Doktor Who                            | Pete Tyler                 | 4 odcinki                           |
| 2006       | Tajniacy                              | Steven Paynton             | 1 odcinek                           |
| 2008       | Survivors                             | David Grant                | 1 odcinek                           |
| 2009-2012  | Above Suspicion                       | Mike Lewis                 | 11 odcinków                         |
| 2009       | Moses Jones                           | Roger Dankorth             | 2 odcinki                           |
| 2010-2011  | Rock & Chips                          | Reg Trotter                | 3 odcinki                           |
| 2011       | Morderstwa w Midsomer                 | Carter Smith               | odc. "Fit for Murder"               |
| 2011       | Camelot                               | Ernald                     | odc. "Justice"                      |
| 2011       | Nowe triki                            | Stuart Barlow              | odc. "Only the Brave"               |
| 2013       | Vera                                  | Justin Bishop              | odc. "Castles in the Air"           |
| 2013       | Agatha Christie's Poirot              | dr Franklin                | odc. "Curtain: Poirot's Last Case " |
| 2013       | Breathless                            | Charlie Enderbury          | 6 odcinków                          |
| 2014       | Mystery!                              |                            | odc. "Breathless, Part 1"           |
| 2014       | Driver                                | detektyw Ryder             | 2 odcinki                           |
| 2015       | Milczący świadek                      | Adam Lansley               | 2 odcinki                           |
| 2015       | Śmierć pod palmami                    | Paul Harmer                | 1 odcinek                           |
| 2015       | Maski szpiega                         | Liam Crawford              | 3 odcinki                           |

### Filmy
| Rok  | Nazwa filmu                                            | Rola                  | Uwagi                |
| ---- | ------------------------------------------------------ | --------------------- | -------------------- |
| 1994 | Second Best                                            | Graham                |                      |
| 1999 | Underground                                            | Jake                  | film telewizyjny     |
| 2002 | Crime and Punishment                                   | Razhumikin            | film telewizyjny     |
| 2002 | Villa des Roses                                        | Richard Grünewald     |                      |
| 2003 | Lloyd & Hill                                           | Patrick Murray        | film telewizyjny     |
| 2003 | Carla                                                  | Paul                  | film telewizyjny     |
| 2004 | The Boy with Blue Eyes                                 | ojciec                | film krótkometrażowy |
| 2005 | On a Clear Day                                         | obserwator            |                      |
| 2005 | Być jak Stanley Kubrick                                | Maitre D'             |                      |
| 2006 | Hannibal                                               | Scipio                | film telewizyjny     |
| 2006 | Someone Else                                           | Michael               |                      |
| 2007 | Znamię Kaina                                           | Major Godber          |                      |
| 2007 | Sex, the City and Me                                   | Tony                  | film telewizyjny     |
| 2007 | Outlanders                                             | DI Cartwright         |                      |
| 2007 | Learners                                               | Ian                   | film telewizyjny     |
| 2008 | Hush                                                   | Mitchall              |                      |
| 2009 | Młoda Wiktoria                                         | lokaj                 |                      |
| 2013 | The Suspicions of Mr Whicher: The Murder In Angel Lane | Inspektor George Lock | film telewizyjny     |
| 2013 | Summer in February                                     | Harold Knight         |                      |
| 2013 | Scar Tissue                                            | Snowdon               |                      |
| 2014 | The Forgotten                                          | Mark                  |                      |
| 2016 | Maigret Sets a Trap                                    |                       | film telewizyjny     |